# Tetrao urogallus aquitanicus
Grand Tétras des Pyrénées
Sous-espèce
Statut de conservation UICN

 LC  : Préoccupation mineure
Tetrao urogallus aquitanicus, le Grand Tétras des Pyrénées, est une sous-espèce de Grand Tétras vivant dans le massif des Pyrénées. La population pyrénéenne de Grand Tétras est constituée exclusivement de la sous-espèce Tetrao urogallus aquitanicus. Elle s'étend sur une grande partie du massif, soit, en France, de la Soule au massif du Canigou. Isolée, les échanges entre les individus des différents versants des Pyrénées existent mais sont rares. Ils suivent les points de passages relativement peu élevés en altitude (Cerdagne, Val d'Aran, cols…).

## Habitat et répartition

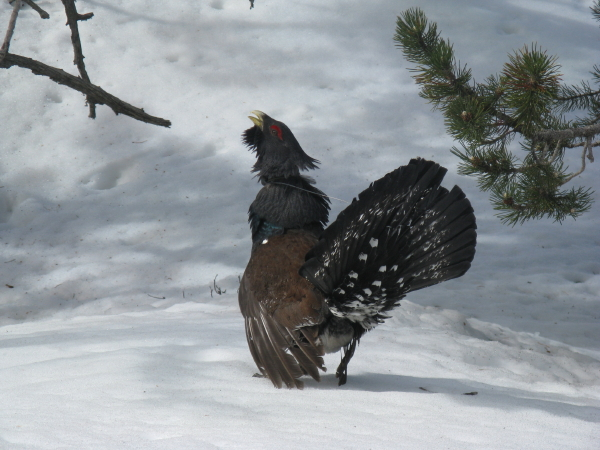
Grand Tétras mâle dans le parc national d'Aigüestortes et lac Saint-Maurice, en Catalogne.

Dans les Pyrénées françaises, la population est estimée à environ 4 000 Grand tétras adultes à la fin des années 2000. Après une baisse lors du XXe siècle, elle est en légère reprise en ce début de XXIe siècle mais reste fragile. La même tendance se remarque dans les Pyrénées espagnoles alors qu'elle est bien meilleure et même « excellente » en Andorre.

## Systématique
Le nom valide complet (avec auteur) de ce taxon est Tetrao urogallus aquitanicus Ingram, 1915.